# Cordilheira de Ames
A Cordilheira de Ames (75° 42′ S, 132° 20′ O) é uma cordilheira da Antártida coberta de neve, de topo plano, de lado íngreme, e que se estende na direção N-S por 32 km. Forma um ângulo reto com a extremidade oriental da Cordilheira de Flood na Terra de Marie Byrd.
Descoberta pela expedição do Serviço Antártico dos Estados Unidos (1939-41), foi nomeada por Richard E. Byrd em homenagem ao seu sogro, Joseph Ames.
A cordilheira é composta por 3 vulcões em escudo coalescentes: o Monte Andrus, o Monte Kosciusko, e o Monte Kauffman, mais o Monte Boennighausen. A ligação relativamente fina entre o Mt. Kosciusko e o Mt. Kauffman é conhecida como Serra de Gardiner, e o vale formado entre esses dois montes e a serra é conhecido como Vale Brown. Ela é drenada pelas geleiras Rosenberg, Coleman e Jacoby.
Juntamente com o Monte Andrus, a Serra de Lind forma a extremidade sul da cordilheira, e a passagem entre essa extremidade e a Cordilheira de Flood é conhecida como Passo de Forrest.